# Santa Lucía (distrito de Lampa)
Santa Lucía é um distrito do departamento de Puno, localizada na província de Lampa, Peru.

## Transporte
O distrito de Santa Lucía é servido pela seguinte rodovia:
- PE-34C, que liga o distrito de Tiabaya (Região de Arequipa) à cidade
- PE-34A, que liga o distrito de La Joya (Região de Arequipa) à cidade de Juliaca (Região de Puno)
- PU-136, que liga a cidade de Ocuviri ao distrito [1][2][3]